# Ріверв'ю (Південна Кароліна)
Ріверв'ю (англ. Riverview) — переписна місцевість (CDP) в США, в окрузі Йорк штату Південна Кароліна. Населення — 1748 осіб (2020).

## Географія
Ріверв'ю розташований за координатами 35°0′47″ пн. ш. 80°59′19″ зх. д. / 35.01306° пн. ш. 80.98861° зх. д. (35.013071, -80.988566).  За даними Бюро перепису населення США в 2010 році переписна місцевість мала площу 3,95 км², з яких 3,94 км² — суходіл та 0,01 км² — водойми. В 2017 році площа становила 2,68 км², з яких 2,68 км² — суходіл та 0,01 км² — водойми.

## Демографія
Згідно з переписом 2010 року, у переписній місцевості мешкала 681 особа в 274 домогосподарствах у складі 193 родин. Густота населення становила 173 особи/км².  Було 288 помешкань (73/км²).
Расовий склад населення:
| - 93,4 % — білих - 1,8 % — чорних або афроамериканців - 1,8 % — азіатів - 0,3 % — корінних американців - 1,0 % — осіб інших рас |

До двох чи більше рас належало 1,8 %. Частка іспаномовних становила 2,8 % від усіх жителів.
За віковим діапазоном населення розподілялося таким чином: 21,3 % — особи молодші 18 років, 62,3 % — особи у віці 18—64 років, 16,4 % — особи у віці 65 років та старші. Медіана віку мешканця становила 42,9 року. На 100 осіб жіночої статі у переписній місцевості припадало 107,6 чоловіків;  на 100 жінок у віці від 18 років та старших — 102,3 чоловіків також старших 18 років.
Середній дохід на одне домашнє господарство  становив 69 409 доларів США (медіана — 70 205), а середній дохід на одну сім'ю — 75 252 долари (медіана — 71 136). Медіана доходів становила 41 765 доларів для чоловіків та 40 486 доларів для жінок. За межею бідності перебувало 11,6 % осіб, у тому числі 64,0 % дітей у віці до 18 років та 0,0 % осіб у віці 65 років та старших.
Цивільне працевлаштоване населення становило 273 особи. Основні галузі зайнятості: роздрібна торгівля — 24,9 %, мистецтво, розваги та відпочинок — 17,6 %, виробництво — 16,8 %.